# Acuclavella merickeli
Espèce
Acuclavella merickeli est une espèce d'opilions dyspnois de la famille des Ischyropsalididae.

## Distribution
Cette espèce est endémique d'Idaho aux États-Unis. Elle se rencontre vers Lowell.

## Description

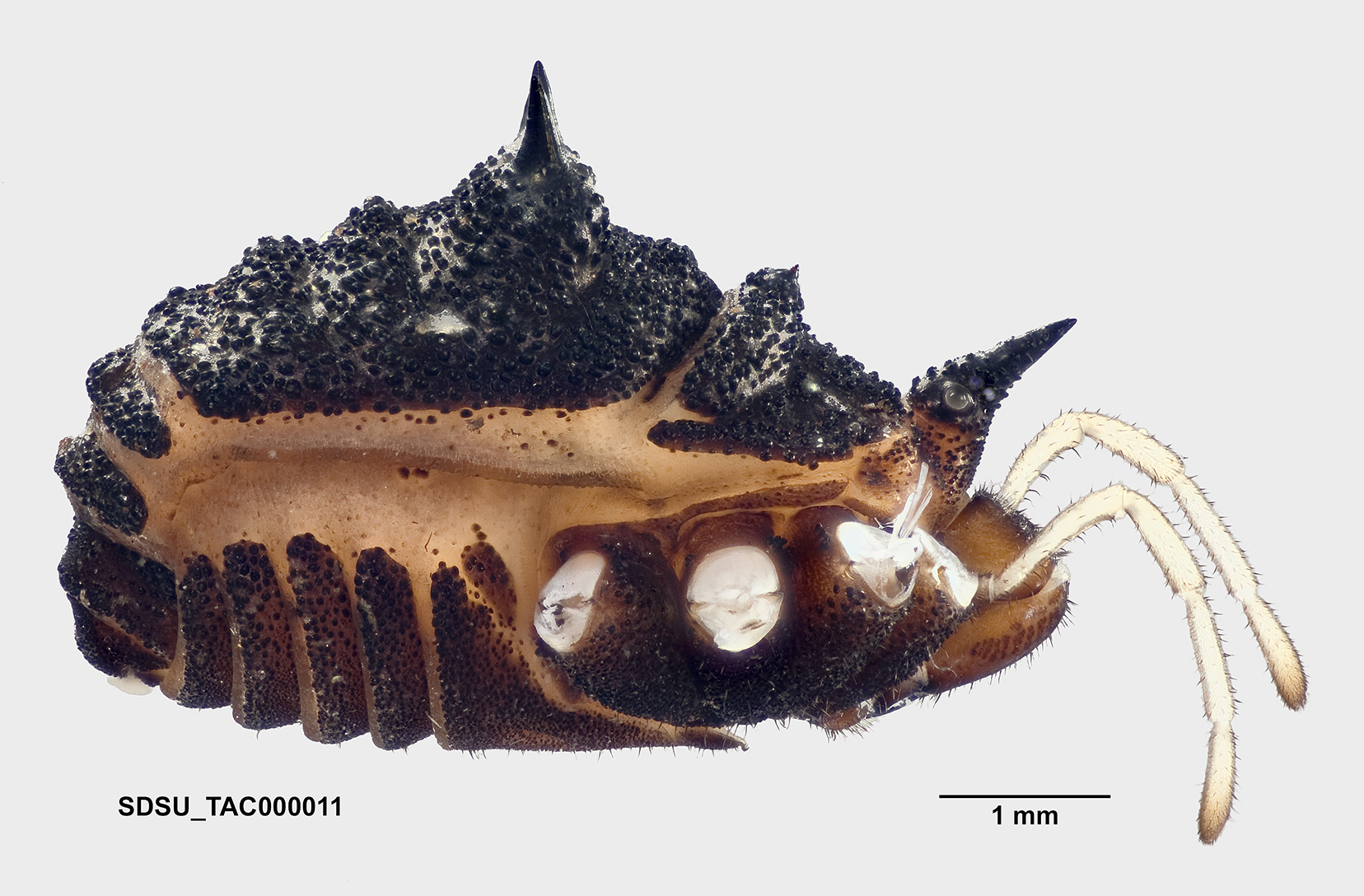
Acuclavella merickeli ♀

Le mâle holotype mesure 4,16 mm et la femelle paratype 5,15 mm.

## Systématique et taxinomie
Cette espèce a été décrite par Shear en 1986.

## Étymologie
Cette espèce est nommée en l'honneur de Frank W. Merickel.

## Publication originale
- Shear, 1986 : « A cladistic analysis of the opilionid superfamily Ischyropsalidoidea, with description of the new family Ceratolasmatidae, the new genus Acuclavella and four new species. » American Museum Novitates, no 2844, p. 1–29 (texte intégral).